# Relations entre l'Arménie et le Canada
Les relations entre l'Arménie et le Canada font référence aux relations diplomatiques entre ces deux pays, tous deux membres de l'Organisation internationale de la Francophonie. 

## Histoire
Le Canada reconnaît l’Arménie peu après son indépendance vis-à-vis l’Union soviétique en 1991. En 1992, l'Arménie et le Canada établissent officiellement des relations diplomatiques. L'Arménie ouvre une ambassade à Ottawa en 1995. Le Canada est représenté à Erevan depuis 1997 par un consul honoraire relevant de l'ambassade du Canada à Moscou. 
Au fil des ans, les deux pays ont signé des accords bilatéraux, dont un accord sur les échanges commerciaux (1999), un accord sur la promotion et la protection des investissements (1999) et un accord visant à éviter les doubles impositions et à prévenir l'évasion fiscale en matière d'impôts sur le revenu et sur la fortune (2005). 
L'Agence canadienne de développement international fournit des fonds à l'Arménie par le biais de projets d'assistance technique régionaux. En outre, l'ambassade du Canada à Moscou gère un fonds canadien pour les projets de développement local, notamment dans les domaines du développement rural, de la santé et de l'environnement. 
En octobre 2018, le premier ministre du Canada Justin Trudeau et le premier ministre élu du Québec François Legault se rendent en Arménie pour participer au 17e sommet de l'Organisation internationale de la Francophonie. Au cours de la visite, Trudeau et Legault rencontrent le premier ministre Nikol Pachinian dans le but de renforcer davantage les relations entre les États,,. Trudeau rencontre également le président arménien Armen Sarkissian. 

### Reconnaissance du génocide
En 2006, le Canada reconnaît le génocide arménien, à la suite des résolutions adoptées en ce sens par son parlement en 1996, 2002 et 2004,.
Les provinces canadiennes de la Colombie-Britannique, de l'Ontario et du Québec reconnaissent aussi le génocide.

## Commerce

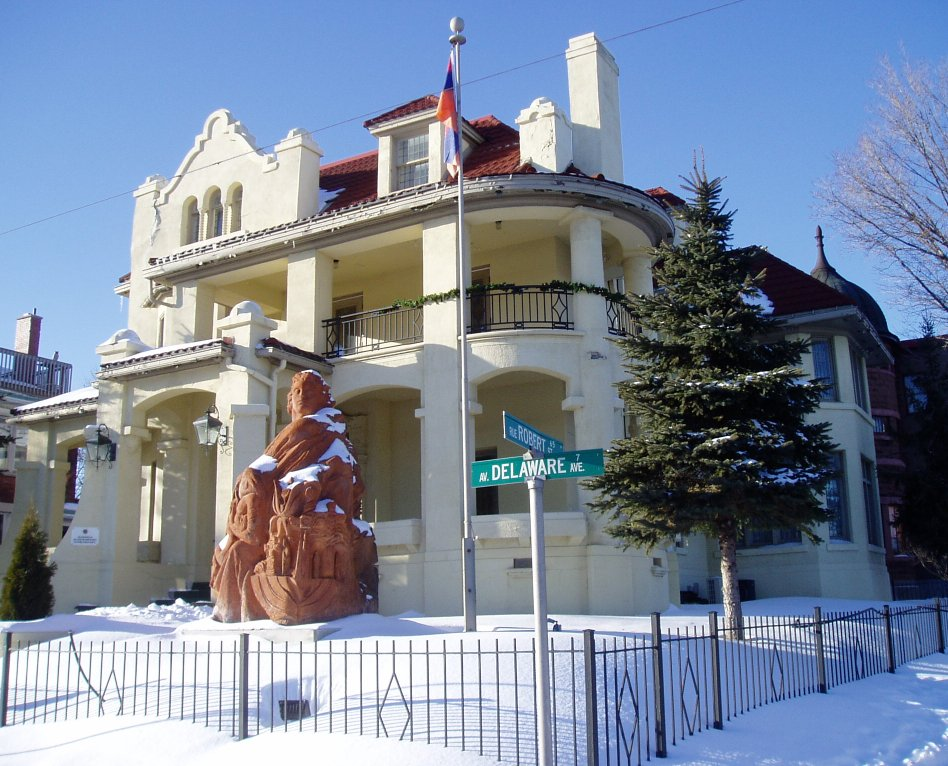
Ambassade d'Arménie à Ottawa

En 2018, le commerce bilatéral se chiffre à 35,3 millions de dollars canadiens ou 12,7 milliards de drams. Le Canada exporte 10,4 millions de dollars canadiens en biens et services, alors que l'Arménie en exporte pour une valeur de 8,8 milliards de drams.  
Le Canada exporte en Arménie surtout des aliments, des outils, de la machinerie, des médicaments et des produits chimiques, mais aussi, dans une moindre mesure, des animaux, des métaux de base et des instruments spécialisés. L'Arménie exporte au Canada des métaux précieux, des textiles, ainsi que des minéraux et, dans une moindre mesure, des aliments et de la machinerie,. 

## Missions diplomatiques
L'Arménie possède une ambassade à Ottawa. Le Canada est accrédité en Arménie par son ambassade à Moscou, en Russie, et maintient un consulat honoraire à Erevan.